# 緒方駅
緒方駅（おがたえき）は、大分県豊後大野市緒方町馬場にある、九州旅客鉄道（JR九州）豊肥本線の駅である。
特急「九州横断特急」が停車する。

## 歴史
- 1922年（大正11年）11月23日：鉄道省（後に日本国有鉄道）犬飼線が三重町駅から延伸された際の終着駅として開業[2][3]。
- 1923年（大正12年）12月20日：犬飼線が朝地駅まで延伸され[2]、途中駅となる。
- 1928年（昭和3年）12月2日：路線名改称に伴い、豊肥本線の駅となる[2]。
- 1981年（昭和56年）3月10日：貨物取扱廃止[3][6]。
- 1985年（昭和60年）3月14日：荷物扱い廃止[3]。
- 1987年（昭和62年）4月1日：国鉄分割民営化により九州旅客鉄道が継承[2][3]。
- 2016年（平成28年）3月26日：無人駅化[4][5]。

## 駅構造
相対式ホーム2面2線を有する地上駅。互いのホームは跨線橋で連絡している。駅舎は豊後大野市商工会議所緒方支所の建物に隣接して建てられている。
JR九州鉄道営業が駅業務を受託する業務委託駅だったが、2016年に無人駅となった。

### のりば
| のりば | 路線      | 方向 | 行先               | 備考 |
| ------ | --------- | ---- | ------------------ | ---- |
| 1      | ■豊肥本線 | 下り | 大分方面           |      |
| 1      | ■豊肥本線 | 上り | 豊後竹田・熊本方面 |      |
| 2      | ■豊肥本線 | 上り | 豊後竹田・熊本方面 |      |

## 利用状況
- 2015年度の1日平均乗車人員は205人（前年度比+11人）である。

| 乗車人員推移 | 乗車人員推移 |
| 年度         | 1日平均人数  |
| ------------ | ------------ |
| 2000         | 434          |
| 2001         | 407          |
| 2002         | 351          |
| 2003         | 318          |
| 2004         | 302          |
| 2005         | 299          |
| 2006         | 279          |
| 2007         | 217          |
| 2008         | 203          |
| 2009         | 193          |
| 2010         | 190          |
| 2011         | 182          |
| 2012         | 183          |
| 2013         | 195          |
| 2014         | 194          |
| 2015         | 205          |

## 駅周辺
- 豊後大野市緒方支所
- 豊後大野市立緒方小学校
- 豊後大野市立緒方中学校
- 緒方郵便局
- 豊後大野市民病院
- 原尻の滝

## バス路線
駅北側の道路上に緒方駅バス停が設置されており、以下の路線バスが運行されている。
大野竹田バス
- 竹田市役所 - 米山 - 上年野 - 緒方線：竹田市役所行き（平日1往復のみ）
- 竹田駅 - 大久保 - 緒方駅線：竹田駅行き（平日1往復のみ）
- 緒方駅 - 両家 - 田中線：田中行き（平日2往復のみ）

豊後大野市コミュニティバス
- 朝地・市民病院線

## 隣の駅
九州旅客鉄道（JR九州）
■豊肥本線
- 特急「九州横断特急」停車駅

■普通
朝地駅 - 緒方駅 - 豊後清川駅